# Saint-Hostien
 Saint-Hostien  (en occitano Sant Ostian) es una población y comuna francesa, situada en la región de Auvernia, departamento de Alto Loira, en el distrito de Le Puy-en-Velay y cantón de Saint-Julien-Chapteuil.

## Demografía
| 663 | 581 | 514 | 541 | 578 | 578 |
| Para los censos de 1962 a 1999 la población legal corresponde a la población sin duplicidades (Fuente: INSEE [Consultar]) |     |     |     |     |     |